# Гебефреническая шизофрения
Гебефрени́ческая шизофрени́я, гебефре́нная шизофрени́я, гебефрени́я (др.-греч. ἥβη — юность, φρενός — ум, разум) — один из подтипов шизофрении, характеризующийся наличием в поведении выраженных черт детскости, дурашливости. Впервые гебефрения описана Геккером (1878) как самостоятельное психическое расстройство, впоследствии отнесена Крепелином к шизофрении. В DSM-III, DSM-III-R, DSM-IV и DSM-IV-TR это расстройство имело название «шизофрения дезорганизованного типа».

## История
Впервые монография с описанием «гебефренической парафрении» была описана в 1871 году учеником Карла Людвига Кальбаума Эвальдом Геккером, но издана была лишь в 1985 на французском языке. В данной работе это расстройство описывается следующим образом:
возникновение в период наступления половой зрелости… быстрый исход в состояние психической слабости и особая форма конечной тупости, признаки которой можно было распознать на первых стадиях заболевания
В 1893 году Эмиль Крепелин определяет идентичность «гебефренной парафрении», описанной Геккером и «démence précoce» Бенедикта Мореля. В это время впервые в литературе появляется термин «dementia praecox», но относится только к гебефрении. Лишь в 1898 году на Гейдельбергском конгрессе dementia praecox была определена Крепелином как группа из трёх ослабляющих ум эндогенных процессов (в кататонической, параноидной и гебефренической формах).
Данное психическое расстройство было названо в честь Гебы, богини юности в древнегреческой мифологии. В американском диагностическом и статистическом руководстве по психическим расстройствам второго издания (DSM-II) имелась диагностическая категория «шизофрения гебефренического типа». В DSM-III она была переименована в «шизофрению дезорганизованного типа», при этом никаких объяснений такого переименования представлено не было.

## Описание
Для больных характерна такая преморбидная черта личности, как застенчивость; они обычно одиноки.
Начало заболевания приходится на 15—25 лет. Заболевание характеризуется дурашливостью, неадекватно повышенным настроением, манерностью, брутальностью, отрывочными галлюцинациями и бредовыми идеями, колебаниями настроения, эпизодами злобного возбуждения и импульсивными агрессивными действиями. Возможны нелепые ипохондрические жалобы.
От обычного инфантилизма отличается нелепым и непристойным поведением, бессодержательностью настроения и необоснованностью поступков. При этом подобные явления часты, серьёзными и собранными пациенты с этим диагнозом почти никогда не бывают.
Аффект неадекватен и неглубок, характерно хихиканье, самодовольство, улыбка без причины, гримасы, царственные манеры, шалости.
Могут присутствовать бред и галлюцинации, но они не должны быть доминирующими. Возможно поверхностное увлечение больных религией, теоретическими науками (например, философией) и другими абстрактными теориями.
В дальнейшем быстро развивается шизофренический дефект («негативная симптоматика»): утрачиваются побуждения и уплощается аффект. Поведение гебефреников становится бессмысленным и бесцельным, так как утрачиваются цели и влечения.

## Диагноз

### Международная классификация болезней
Врачам и научным работникам в России достаточно часто приходится проводить диагностику шизофрении не только по отечественной классификации, но и по МКБ-10. В ней используется наиболее распространённая систематика шизофрении, основанная на ведущем, наиболее устойчивом синдроме и включающая формы, использованные ещё Крепелином (параноидная, гебефреническая, кататоническая) с последующими дополнениями (простая, циркулярная и другие формы). Возвращение в МКБ-10 к формам, описанным Э. Крепелином в концепции dementia praecox, стало компромиссом различных позиций, поскольку диагностика шизофрении до сих пор остается спорной и во многом продолжает определяться теоретическими положениями отдельных школ.
- Параноидная форма [F20.0] встречается чаще, чем другие. Наряду с кардинальными признаками заболевания (аутизм, нарушение стройности мышления, снижение и неадекватность эмоций) ведущим в клинической картине данной формы является бред[8]. Этот тип шизофрении характеризуется более поздним, по сравнению с другими формами, началом, менее выраженными дефицитарными симптомами. Типичный больной параноидной формой напряжен, подозрителен, сдержан, часто враждебен и агрессивен[10].
- Гебефреническая форма [F20.1] — одна из наиболее злокачественных форм шизофрении. Главное ее проявление — гебефренический синдром (см. раздел 9.1). Диагноз основывается на преобладании в проявлениях болезни детскости и нелепого, дурашливого возбуждения. Заболевание начинается в подростковом возрасте (13—15 лет), обычно с эмоционального уплощения, абулических, поведенческих расстройств, когнитивного снижения. В дальнейшем течет безремиссионно. Больные становятся инвалидами до начала трудовой деятельности[11][10].
- Кататоническая форма [F20.2] характеризуется преобладанием двигательных расстройств. Кататонический ступор и возбуждение могут часто сменять друг друга. В реальности клиническая картина далеко не всегда укладывается в описание отдельного подтипа; трудностям категоризации в этих случаях призван отвечать подтип так называемой недифференцированной шизофрении F20.3[12][10].
- Простая шизофрения (МКБ-9 295.0, МКБ-10 F20.6): проявляется почти исключительно негативной симптоматикой. В отличие от других форм продуктивные расстройства (бред, двигательные нарушения и аффективная симптоматика) либо не возникают вовсе, либо бывают крайне нестойкими и редуцированными. Преобладающим является неуклонно нарастающий апатико-абулический дефект[13]. Хотя симптоматика простой шизофрении редуцируется до основных симптомов, надо иметь в виду, что речь идет не об абортивных формах, а о ядерной группе шизофрений. Возможности терапевтического влияния значительно меньше, чем при шизофрениях с острой манифестацией и с дополнительными симптомами[14].

Простая шизофрения, гебефрения, люцидная кататония и юношеский вариант параноидной шизофрении являются наиболее злокачественными вариантами болезни. При данных формах болезненный процесс дебютирует в подростковом и юношеском возрасте, до того как больной успевает получить образование. Такие больные, как правило, не имеют профессии и семьи. Инвалидность часто оформляется до достижения трудоспособного возраста. Большинство пациентов не только не могут работать, но и требуют специального ухода, поскольку не могут заботиться о себе, не моются, не готовят пищу, не выходят из дому. Иногда данные формы объединяют в понятие юношеской злокачественной шизофрении.
Наряду со злокачественными вариантами заболевания традиционно описываются формы болезни с медленно прогрессирующими изменениями личности и относительно благоприятным исходом. Отношение к данным психозам в различных психиатрических школах неоднозначно. Поэтому авторы МКБ-10 постарались отделить эти спорные варианты болезни от классических форм.
- Постшизофреническая депрессия: депрессивный эпизод, возникающий после редукции шизофренической симптоматики, с возможным наличием некоторых симптомов шизофрении в ослабленной форме (МКБ-10 F20.4). Обычно больной только теперь осознает постигшую его душевную катастрофу: связанные с болезнью крушение жизненных планов, утрату трудоспособности, возможный распад семьи, обреченность на одиночество. Развитию депрессии может также способствовать длительная поддерживающая терапия нейролептиками. Внешне депрессия кажется нетяжелой (ее называют “матовой”). Больные апатичны, бездеятельны, ни к чему не проявляют интереса — все это напоминает апатоабулический синдром. Может даже не быть депрессивных высказываний: собственная несостоятельность переживается про себя. Но риск самоубийства очень высок. Подобные депрессии отличаются стойкостью{[источник?]. Диагноз постшизофренической депрессии ставится, если: 1) состояние в течение последнего года наблюдения соответствовало общим для шизофрении критериям; 2) по меньшей мере один из них сохраняется; 3) депрессивный синдром должен быть настолько затяжным, выраженным и развернутым, чтобы соответствовать критериям не менее, чем легкого депрессивного эпизода (F32.0)[17].
- Другой тип шизофрении: включаются сенестопатическая шизофрения и шизофреноформное расстройство/психоз БДУ (МКБ-10 F20.8)[18]. Однако описания сенестопатической шизофрении в МКБ-10 не дано. В адаптированной для использования в Российской Федерации версии МКБ-10 в рубрику другой тип шизофрении (F20.8) включаются ипохондрическая шизофрения (МКБ-10 F20.8xx1), сенестопатическая шизофрения (МКБ-10 F20.8xx2), детский тип шизофрении (МКБ-9 299.91, МКБ-10 F20.8xx3), атипичные формы шизофрении (МКБ-9 295.81, МКБ-10 F20.8xx4), шизофрения других установленных типов (МКБ-9 295.8, МКБ-10 F20.8xx8). Но все эти диагностические единицы, кроме сенестопатической шизофрении, в представленной Всемирной организацией здравоохранения версии МКБ-10 в 2016 году, отсутствуют[18] и присутствуют только в модифицированной для использования в Российской Федерации версии МКБ-10.

В МКБ-10 считаются подтипами шизотипического расстройства (коды подрубрик присутствуют только в адаптированной для РФ версии):
- Латентная шизофрения (МКБ-10 F21.1). Включаются предпсихотическая шизофрения и продромальная шизофрения.
- Шизофреническая реакция (МКБ-10 F21.2).
- Псевдоневротическая шизофрения (МКБ-10 F21.3).
- Псевдопсихопатическая шизофрения (МКБ-10 F21.4). Включается пограничная шизофрения.
- «Бедная симптомами» шизофрения (МКБ-10 F21.5). Проявляется преимущественно негативной симптоматикой.

Диагноз шизотипического расстройства может рассматриваться как эквивалент латентной, вялотекущей, амбулаторной, малопрогредиентной, пограничной шизофрении. Также в адаптированной для применения в Российской Федерации версии МКБ-10 есть паранойяльная шизофрения (F22.82), в которую выделяют преимущественно кверулянтный (сутяжнический), эротический бред, бред изобретательства или реформаторства, а также бредовая форма дисморфофобии. Паранойяльная шизофрения с сенситивным бредом отношений имеет код F22.03. Они отнесены к категории бредовые расстройства (F22). Однако в оригинальной версии МКБ-10, представленной ВОЗ в 2016 году, эти понятия отсутствуют.
В МКБ-11, начиная с бета-версии, вслед за Американской психиатрической ассоциацией и DSM-5, все подтипы шизофрении были удалены.
В МКБ-11 выделены:
- 6A20.0 — шизофрения, первый эпизод;
- 6A20.1 — шизофрения, несколько эпизодов;
- 6A20.2 — шизофрения, непрерывная;
- 6A20.Y — другая уточнённая шизофрения;
- 6A20.Z — шизофрения неуточнённая.

А также дополнительные коды для указания преобладающих симптомов (6A25): позитивные, негативные, депрессивные, маниакальные, психомоторные, когнитивные.
Диагностические указания
Ниже представлены официальные общие критерии параноидной, гебефренической, кататонической и недифференцированной шизофрении (F20.0—F20.3). Согласно МКБ-10, для постановки диагноза должен наблюдаться хотя бы один из следующих признаков:
(a) «эхо» мыслей (звучание собственных мыслей), вкладывание или отнятие мыслей, открытость мыслей окружающим;
(b) бред овладения, воздействия или пассивности, отчётливо относящийся к телу или конечностям, мыслям, действиям или ощущениям; бредовое восприятие;
(c) галлюцинаторные «голоса», комментирующие или обсуждающие поведение больного; другие типы «голосов», идущих из различных частей тела;
(d) устойчивые бредовые идеи, которые культурно неадекватны, нелепы, невозможны и/или грандиозны по содержанию.
Либо должны наблюдаться по крайней мере два из следующих «меньших» симптомов:
(e) стойкие галлюцинации любого вида, если они имеют место ежедневно на протяжении минимум одного месяца и сопровождаются бредом (который может быть нестойким и полуоформленным) без отчётливого аффективного содержания;
(f) неологизмы, шперрунги (перерывы в мышлении), приводящие к разорванности или несообразности в речи;
(g) кататоническое поведение, например возбуждение, застывание или восковая гибкость, негативизм, мутизм и ступор;
(h) «негативные симптомы» (но не обусловленные при этом депрессией или фармакотерапией), как правило, приводящие к социальному отчуждению и снижению социальных показателей; симптомы, которые могут быть выражены: апатией, речевым обеднением или сглаженностью, неадекватностью эмоциональных реакций;
(i) достоверные и последовательные изменения общего качества поведения, проявляющиеся утратой интересов, бесцельностью, поглощённостью собственными переживаниями, социальным отчуждением.
При этом указанные симптомы должны отмечаться не менее месяца. Состояния, отвечающие данным критериям, но продолжающиеся менее месяца, классифицируются как острое шизофреноподобное психотическое расстройство (F23.2 с добавочным четвёртым знаком, обозначающим характер расстройства), а если они впоследствии продолжаются свыше месяца, то диагноз изменяется (перекодируется) на соответствующую форму шизофрении.
При развитии симптомов шизофрении вместе с выраженными симптомами других расстройств (аффективными: маниакальных или депрессивных эпизодов, эпилептическими, при других болезнях мозга, при алкогольной или наркотической интоксикации или при синдроме отмены) диагноз шизофрении не выставляется, и применяются соответствующие диагностические категории и коды. Диагноз шизофрении ставится, если случай отвечает критериям маниакального эпизода F30- или депрессивного эпизода (F32-), но вышеперечисленные общие критерии выявляются до развития расстройства настроения.
Симптом (i) в приведённом выше списке относится только к диагнозу «простой тип шизофрении» (F20.6), и требуется продолжительность наблюдения симптоматики врачом-психиатром не менее одного года.
Согласно МКБ-10, диагноз гебефренической шизофрении ставится при наличии общих критериев шизофрении, а также одного из следующих признаков:
- отчётливая и продолжительная поверхностность или уплощение аффекта;
- отчётливая и стойкая эмоциональная неадекватность.

Или же одного из двух других признаков:
- нецеленаправленное поведение, отсутствие собранности, дурашливость;
- отчётливые расстройства мышления, проявляющиеся в разорванной или бессвязной речи.

Клиническую картину не должны определять галлюцинаторно-бредовые феномены, но они могут присутствовать в лёгкой форме.
Для достоверного диагноза подобное поведение должно наблюдаться как минимум в течение 2—3 месяцев.
Диагноз гебефренической формы шизофрении обычно ставится в подростковом или юношеском возрасте.
Включены дезорганизованная шизофрения и гебефрения.

#### Дифференциальный диагноз
Важно исключить деменции при болезни Пика или Гентингтона, а также опухоль лобных долей головного мозга. Болезнь Пика обнаруживается в более позднем возрасте (возраст манифестации гебефрении — 14—18 лет). При болезни Гентингтона обнаруживается гиперкинез мимики, позы, жестов и мышления. При опухолях есть изменения на ЭЭГ, КТ и глазного дна.
У больных шизофренией, длительно принимающих антипсихотические препараты, на КТ возможны изменения, схожие с изменениями при болезни Гентингтона:159.

### DSM
В американском диагностическом и статистическом руководстве по психическим расстройствам 2 издания (DSM-II) гебефренический тип шизофрении описывался как болезнь, характеризующаяся дезорганизованным мышлением, глупым и регрессивным поведением и манерами, неадекватным аффектом, непредсказуемым хихиканьем, частыми ипохондрическими жалобами, транзиторными бредом и галлюцинациями (если присутствуют).
В классификации DSM-IV и DSM-IV-TR (4-е издание) «шизофрения, дезорганизованный тип» (англ. schizophrenia, disorganized type) носила код 295.10. Для постановки диагноза требовалось соответствие следующим критериям:
- дезорганизованная речь;
- дезорганизованное поведение;
- уплощённый или неадекватный аффект.

Под дезорганизованным поведением понимается недостаток целенаправленности в действиях, который может приводить к серьёзному нарушению процесса самообслуживания, например, к проблемами с одеванием, готовкой пищи и мытьём. Не должно быть соответствия критериям кататонического типа шизофрении. Галлюцинации и бред, если присутствуют, фрагментарны.
В DSM-5 подтипы шизофрении не включены.

## Терапия
При лечении гебефренической шизофрении используются «большие» нейролептические средства: хлорпромазин (аминазин), галоперидол, тиопроперазин (мажептил), трифлуперидол (триседил), оланзапин (зипрекса), рисперидон (рисполепт) (в дозе около 4 мг в сутки), транквилизаторы, а также гипервитаминная терапия.
В случае резистентности могут использоваться инсулинокоматозная терапия и электросудорожная терапия, но её эффективность не доказана, а их применение в России ограничено.
Есть данные, что трифлуперидол (триседил) и клозапин (лепонекс) в определённой степени эффективны при гебефреническом возбуждении, но клинически это не доказано. Тиопроперазином (мажептилом) большими дозами, обыкновенно в сочетании с хлорпромазином (аминазином), можно лечить состояния гебефренического и кататонического возбуждения. Тиопроперазин (мажептил) в справочнике Машковского М. Д. показан при гебефренической и кататонической формах шизофрении с непрерывным типом течения.
В качестве поддерживающей терапии и для контролирования импульсов агрессии используют инъекции пролонгированных форм нейролептиков вместе с препаратами лития, например с карбонатом лития.
Психотерапию следует применять только при наличии хотя бы частичной лекарственной ремиссии.
Находящиеся на лечении дети и подростки с гебефренической шизофренией нуждаются в обучении по специализированной программе.

## Гебефренический синдром
О. В. Кербиковым (1949) выделена триада гебефренического синдрома:
- «гимнастические» сокращения лицевой мускулатуры, гримасничанье;
- феномен бездействия мысли — безмотивные действия, поступки, не являющиеся ни импульсивными, ни обусловленными патологическими мотивами;
- непродуктивная эйфория, бессодержательно-весёлое настроение.

В структуре гебефренического синдрома могут наблюдаться кататонические расстройства, галлюцинации, бредовые идеи отношения и преследования.
Чаще всего гебефренический синдром наблюдается у больных гебефренической шизофренией. Иногда гебефренический синдром можно встретить у больных эпилепсией (чаще всего височной), также он встречается при реактивных, интоксикационных и связанных с органическим поражением мозга психозах. При гебефреническом синдроме могут отмечаться кататонические симптомы, в этом случае речь может идти о наличии у пациента гебефрено-кататонического синдрома.
Близким к гебефрении является понятие гебоидофрения, отличающаяся более благоприятным течением, организованным антисоциальным поведением при более сохранном интеллекте, которую можно отнести к псевдопсихопатической шизофрении.